# Nathan Wetherell
Nathan Wetherell (Darlington, condado de Durham, 1747-Sevilla, 21 de mayo de 1831) fue un industrial y filántropo inglés asentado en Sevilla.

## Biografía
Hijo del tabernero John Wetherell y de Elizabeth Langley, quedó pronto huérfano de padre y su tío, el homónimo pastor anglicano doctor Nathan Wetherell, lo bautizó con su nombre el 15 de octubre de 1749 (dos años después de haber nacido) y lo educó; a sus catorce años lo envió a Londres como aprendiz en el negocio del cuero; prosperó y abrió allí una tienda. Se casó en Londres con Elizabeth Naish (1781), dieciséis años menor que él e hija de otro pastor anglicano, de la que tuvo tres hijos: John (1783-1784), que no sobrevivió apenas un año; Mary Elizabeth (1785-¿?), y John Wetherell (1790-1865), bautizado según la costumbre con el nombre de su hermano fallecido, quien heredó los negocios, deudas, créditos y colecciones de arte del padre y fue amigo de George Borrow.
Gracias en parte al comisionado Bernardo Arochena, consiguió un cuantioso préstamo (millón y medio de reales a devolver en doscientos plazos) de la Corona de España para crear industrias de cuero en la Península, por lo que en 1784 se asentó en Sevilla y fundó la fábrica de curtidos y manufacturas de cuero en el convento franciscano desamortizado de San Diego, que llegó a ser una de las más importantes de España en volumen, calidad y variedad; aunque la Corona le concedió ciertos privilegios (fue proveedor principal de las tropas españolas), la morosidad en los pagos de la administración fernandina y el hecho de que el ejército francés invadiera España en 1823 y la ocupara largos años terminó por llevarla a la quiebra (Nathan suspendió pagos en todos sus negocios en 1825). En 1842 la familia de Wetherell vendió el edificio de la fábrica de curtidos a Clara Osorno, viuda de José de Checa, y en 1849 Antonio de Orleans, duque de Montpensier, quien se había trasladado con su esposa al cercano palacio de San Telmo, adquirió las huertas y la vieja fábrica para ampliar sus jardines. 
Nathan fue uno de los principales accionistas de la Real Compañía de Navegación del Guadalquivir. Con los irlandeses Diego y Patricio Wisseman creó también una fábrica de regaliz. Otras empresas suyas fueron instaladas en Málaga y Marbella. Asimismo arrendó tierras en Dos Hermanas (hacienda de la Serrezuela; en 1814, la hacienda de Quintos de las monjas de San Clemente; en 1816, la huerta del Rincón; además, diversas tierras de olivos y el llamado Pinar Chico, del que extraía cortezas para el tratamiento de sus pieles). Formó además múltiples sociedades mercantiles con los industriales Diego Stalken y Juan Kiernan (una empresa de curtido en Marbella), Pedro María Adriaensen, Tomás Stalken, Alejandro Briarly y Tomás Livermore, afincado en Málaga. Gracias a sus gestiones, se trajeron a Sevilla las primeras máquinas a vapor. Arrendó además molinos harineros y diversos cortijos y tierras en Sevilla, e invirtió en Cuba. 
Aficionado al arte y la arqueología, coleccionó cuadros y lápidas e inscripciones romanas; esta última colección en su mayor parte está en el British Museum. También salvó el fuste de una de las cuatro columnas del llamado Quemadero de la Inquisición de Sevilla, que se puede contemplar hoy en su Museo Arqueológico.
Se hizo muy querido en Sevilla por su actividad filantrópica. Durante la Guerra de la Independencia, y en especial en 1812 (el conocido “año del hambre”), Wetherell prestó atención a los más necesitados y entregó limosnas entre los pobres de la ciudad. También aportó recursos al cabildo hispalense y repartió sopa diariamente a los menesterosos que se acercaban a su domicilio, con lo que se ganó el sobrenombre de "Amigo de los pobres" que está inscrito en su lápida sepulcral. 
Fue amigo de José María Blanco White, de Nicolás Díaz de Benjumea, de Francisco de Saavedra, ministro de Carlos IV; del general Francisco Javier Castaños, héroe de Bailén y presidente del Consejo de Regencia (1810), y de los hermanos Eugenio y Cipriano Portocarrero y Palafox, condes de Montijo y de Teba, respectivamente.